# Escándalo
Un escándalo (del griego σκάνδαλον, skándalon, «trampa» u «obstáculo») es un incidente ampliamente publicitado que incluye acusaciones de proceder incorrecto, degradación o inmoralidad. Un escándalo puede basarse en actos reales, ser producto de acusaciones, o una mezcla de ambas. Las acciones tomadas para encubrir un escándalo e impedir que este se haga público suelen generar un escándalo mayor si el encubrimiento falla y el escándalo logra efectivamente hacerse público. 
Un escándalo puede hacerse público debido al trabajo de filtración informativa de un investigador, periodístico o de otro tipo, debido a la confesión de una persona involucrada en el mismo u otros métodos. Un ejemplo notable es la confesión de "Garganta Profunda", el informante que desencadenó el escándalo del Watergate. 
Un escándalo basado en mentiras suele tener el propósito de difamar a la persona involucrada. Si bien dicha persona podría iniciar juicio por difamación a los responsables, el efecto mediático de desprestigiarla podría tener lugar de todas formas, en especial si se pretende que la persona esté desacreditada durante un intervalo de tiempo concreto (por ejemplo, antes de la celebración de elecciones, o durante la participación en un evento en particular). Sin embargo, esta metodología también puede desacreditar a quien la emplea si la acusación se descubre falsa, o la mayoría del público presume que es falsa. 

## Uso del sufijo "-gate"
Los escándalos suelen ser conocidos mediáticamente mediante un nombre concreto. Una costumbre habitual es usar el sufijo "-gate" como parte del nombre. Dicho uso deriva del Watergate, un escándalo de gran magnitud. El primer escándalo en apelar a este juego de palabras fue el "Winegate" francés, aprovechando la similitud en inglés entre "wine" (vino) y "Water" de Watergate. El uso se cimentó luego con el Koreagate o el Pizzagate. 
Este uso proviene del idioma inglés, pero fue adoptado igualmente por la prensa en idioma español. Por ejemplo, se puede citar al Yomagate en Argentina, Vacunagate y Petrogate en Perú y Pemexgate en México. El uso del mismo ahora está más extendido con el caso Cablegate de Wikileaks.

## Uso del sufijo "Leaks"
A raíz de la irrupción del fenómeno Wikileaks, que provocó varios escándalos, hay quienes utilizan parte de este nombre, en forma de sufijo (-leaks, que significa "filtraciones") para referirse a otros escándalos recientes, como Vatileaks en el Vaticano.
- Datos: Q192909
- Multimedia: Scandals / Q192909
- Citas célebres: Escándalo